# Annie Collovald
Annie Collovald, née le 8 février 1958 à Châlons-en-Champagne, est une sociologue française.

## Biographie
Annie Collovald naît le 8 février 1958 à Châlons-en-Champagne.
Son domaine est la sociologie des mouvements politiques de droite et d’extrême droite (voir sur populisme).
Elle a été professeur à l’université de Nantes. Elle est nommée professeur de sociologie politique à l'université Paris-Nanterre en 2018.
Depuis 2010, elle est membre de l’Institut universitaire de France. Elle apporta au Front de gauche son expertise sociologique sur l'explication du vote Front national à la veille du scrutin présidentiel de 2012.
Elle a été membre du Comité de vigilance face aux usages publics de l'histoire.

## Œuvres
- Les Grands Problèmes politiques contemporains, avec Guillaume Courty, Paris, Éditions L’Étudiant, coll. « Les Guides de l'Étudiant. Série Connaissance », 1999, 160 p.  (ISBN 2-86745-790-4) (5e éd. : 2007)
- Jacques Chirac et le gaullisme, Paris, Éditions Belin, coll. « Socio-histoires », 1999, 319 p.  (ISBN 2-7011-2080-2)[5],[6] (2e éd.: 2010)
- Le Populisme du FN, un dangereux contresens, Bellecombe-en-Bauges, France, Éditions Du Croquant, coll. « Savoir-Agir », 2004, 253 p.  (ISBN 2-914968-06-X)
- La Démocratie aux extrêmes. Sur la radicalisation politique, dir. avec  Brigitte Gaïti, Paris, Éditions La Dispute, coll. « Pratiques politiques », 2006, 338 p.  (ISBN 2-84303-122-2)
- Lire le noir. Enquête sur les lecteurs de récits policiers, avec Érik Neveu, Paris, Éditions de la BPI, coll. « Études et recherche », 2004, 344 p.  (ISBN 2-84246-087-1)[7],[8] Réédition : Rennes, Presses universitaires de Rennes, coll. « Essais », 2013, 336 p.